# Anthothela nuttingi
Anthothela nuttingi is een zachte koraalsoort uit de familie Anthothelidae. De koraalsoort komt uit het geslacht Anthothela. Anthothela nuttingi werd in 1956 voor het eerst wetenschappelijk beschreven door Bayer. 